# Fana Stadion
Het Fana Stadion is een multifunctioneel stadion in Bergen, een stad in Noorwegen. 
Het stadion wordt vooral gebruikt voor voetbalwedstrijden, de voetbalclub Fana IL maakt gebruik van dit stadion. In het stadion kunnen ook atletiekwedstrijden gespeeld worden. Er ligt om het kunstgrasveld een atletiekbaan. In 2010 werd gebruik gemaakt van dit stadion voor de European Team Championships.
In het stadion is plaats voor 700 toeschouwers. Het stadion werd geopend in 1969.